# Ulmeni (Călărași)
Ulmeni is een Roemeense gemeente in het district Călărași.
Ulmeni telt 5191 inwoners.